# .uz
.uz為烏茲別克國家及地區頂級域（ccTLD）的域名。該域名於1995 年 4 月 29 日啟用。乌兹别克斯坦和拉脱维亚的一些網站使用的是該域名。該網站沒有註冊限制，申請人可以申請該域名的二級域名以及三級域名。

## 外部連結
- IANA .uz whois information（页面存档备份，存于）
- Euracom's contact information
- Official registration page for ccTLD .uz domain（页面存档备份，存于）